# Zdeněk Mácal

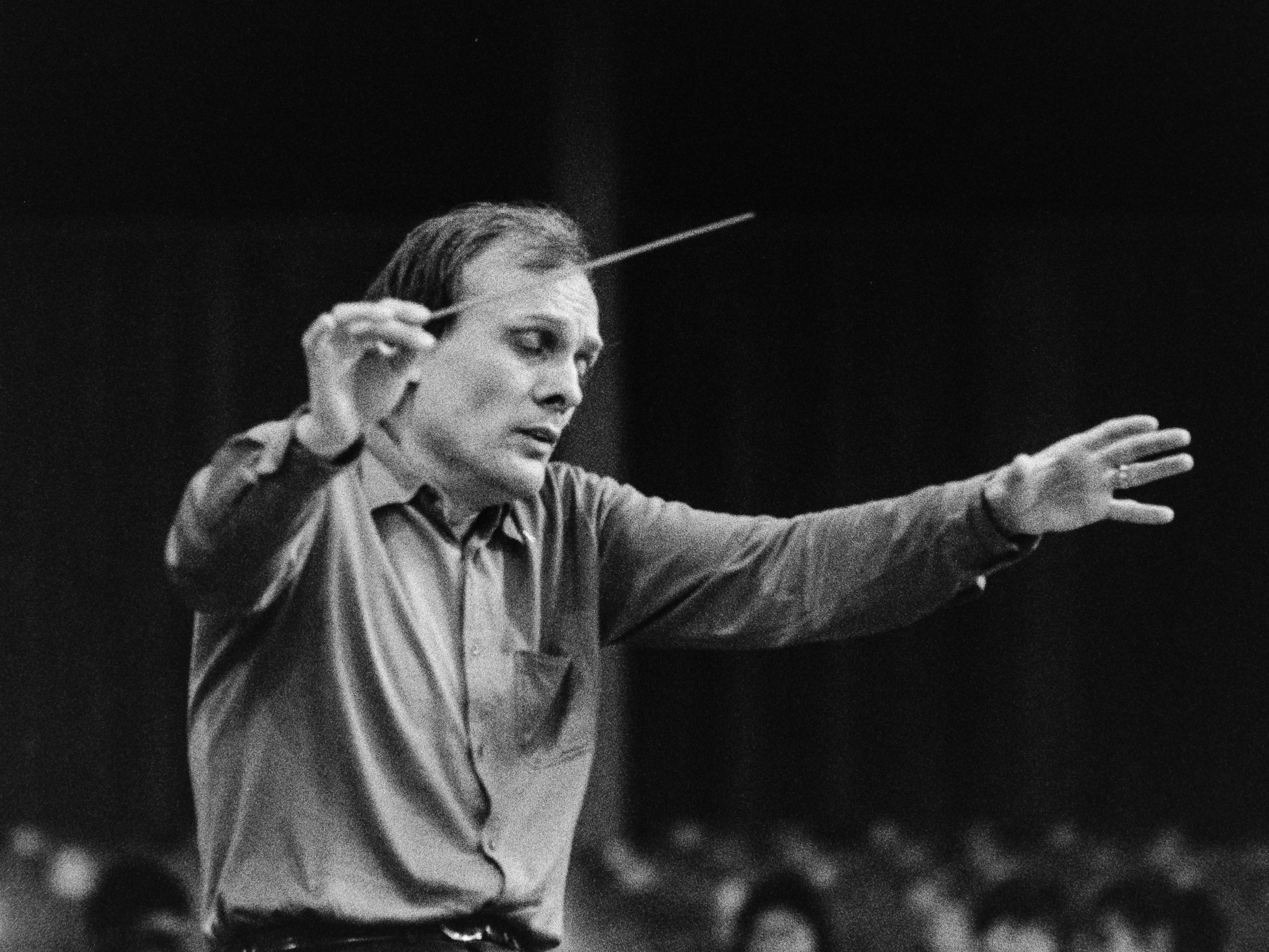
Zdeněk Mácal bei einer Probe mit den Bamberger Symphonikern 1982

Zdeněk Mácal (* 8. Januar 1936 in Brünn; † 25. Oktober 2023 in Prag) war ein tschechischer Dirigent.

## Biografie

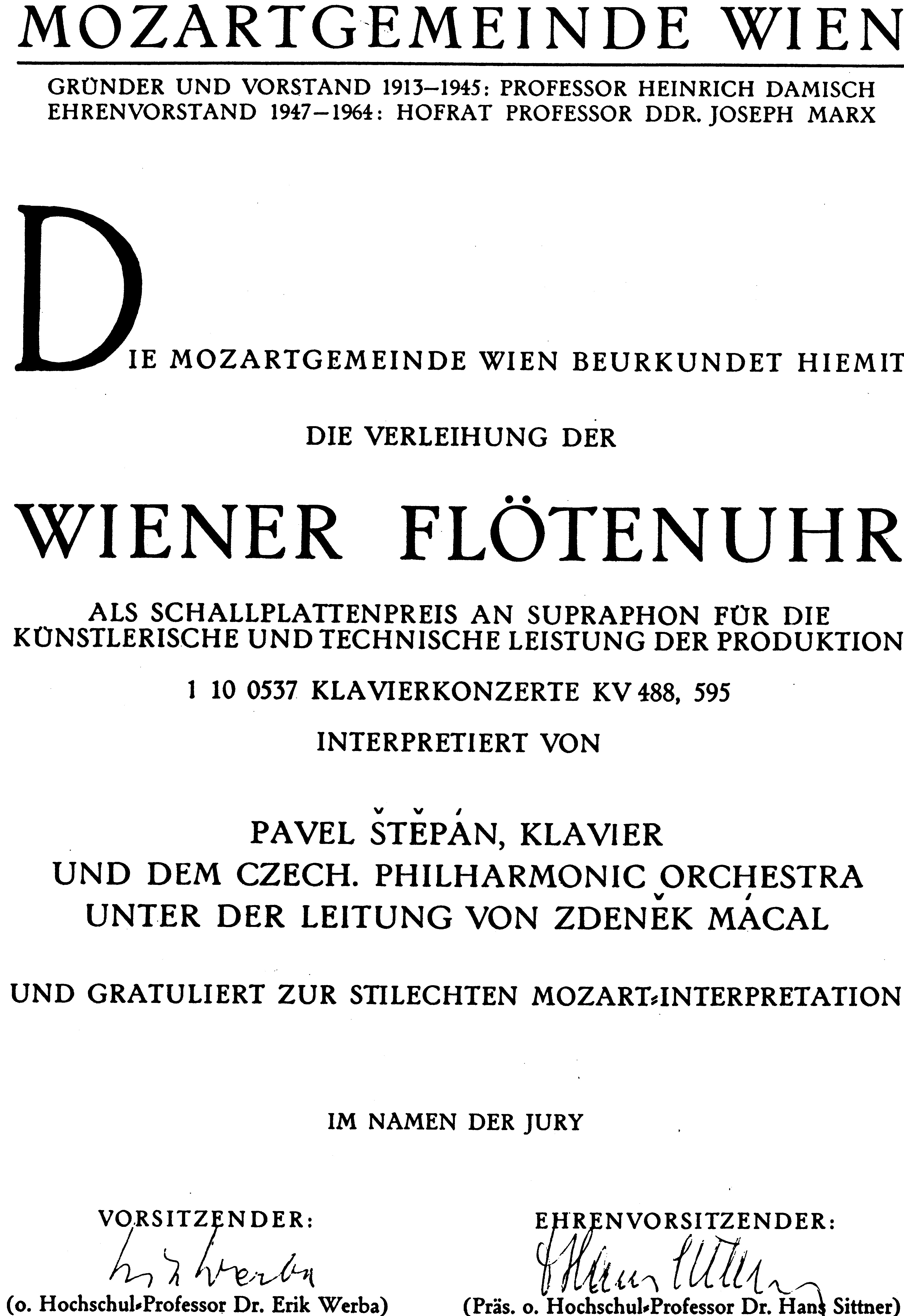
Wiener Flötenuhr 1971, Pavel Štěpán, Zdeněk Mácal, Tschechische Philharmonie

Zdeněk Mácal studierte Dirigieren am Konservatorium und anschließend an der Janáček-Musikakademie (JAMU) in Brünn. Er erlangte internationale Aufmerksamkeit, als er 1965 den Dirigierwettbewerb von Besançon gewann und ein Jahr später den 3. Preis bei der Dimitri Mitropoulos International Music Competition in New York erhielt.
Mácal verließ die Tschechoslowakei 1968 nach der Invasion der Truppen des Warschauer Paktes und fand seine erste Anstellung als Chefdirigent des Kölner Rundfunk-Sinfonie-Orchesters (1970–1974). Später war er außerdem Chefdirigent und Musikdirektor der NDR Radiophilharmonie Hannover, des Milwaukee Symphony Orchestra (1986–1995) und des New Jersey Symphony Orchestra (1993–2002). Des Weiteren war er Leiter des Chicago Grant Park Summer Festival. 1986 wurde er zum Chefdirigenten des Sydney Symphony Orchestra ernannt; dieser Vertrag wurde jedoch 1987 nach Konflikten mit Musikern und dem Management wieder aufgelöst.
Von 2003 bis September 2007 war Mácal Chefdirigent der Tschechischen Philharmonie, trat jedoch, offiziell aufgrund schlechter Kritiken in den Feuilletons wegen zu konservativer Programmauswahl, von diesem Posten zurück.
Insgesamt dirigierte Mácal mehr als 160 Orchester auf vier Kontinenten, darunter die Berliner Philharmoniker, das Orchestre de Paris, alle wichtigen Londoner Orchester, die Wiener Symphoniker sowie das Symphonieorchester des Bayerischen Rundfunks.
2006 hatte Mácal einen Gastauftritt in dem japanischen Seriendrama Nodame Cantabile, wo er den Kindheits-Mentor der Hauptfigur, den Dirigenten Sebastiano Vieira, spielte.
Zdeněk Mácal verstarb im Oktober 2023 im Alter von 87 Jahren.